# Rue de l'Élysée
La rue de l’Élysée est une voie du 8e arrondissement de Paris.

## Situation et accès
Elle commence avenue Gabriel et se termine rue du Faubourg-Saint-Honoré.
Le quartier est desservi par les lignes de métro 1 et 13 à la station Champs-Élysées - Clemenceau.

## Origine du nom
Cette voie doit son nom au palais de l'Élysée qu'elle longe.

## Historique

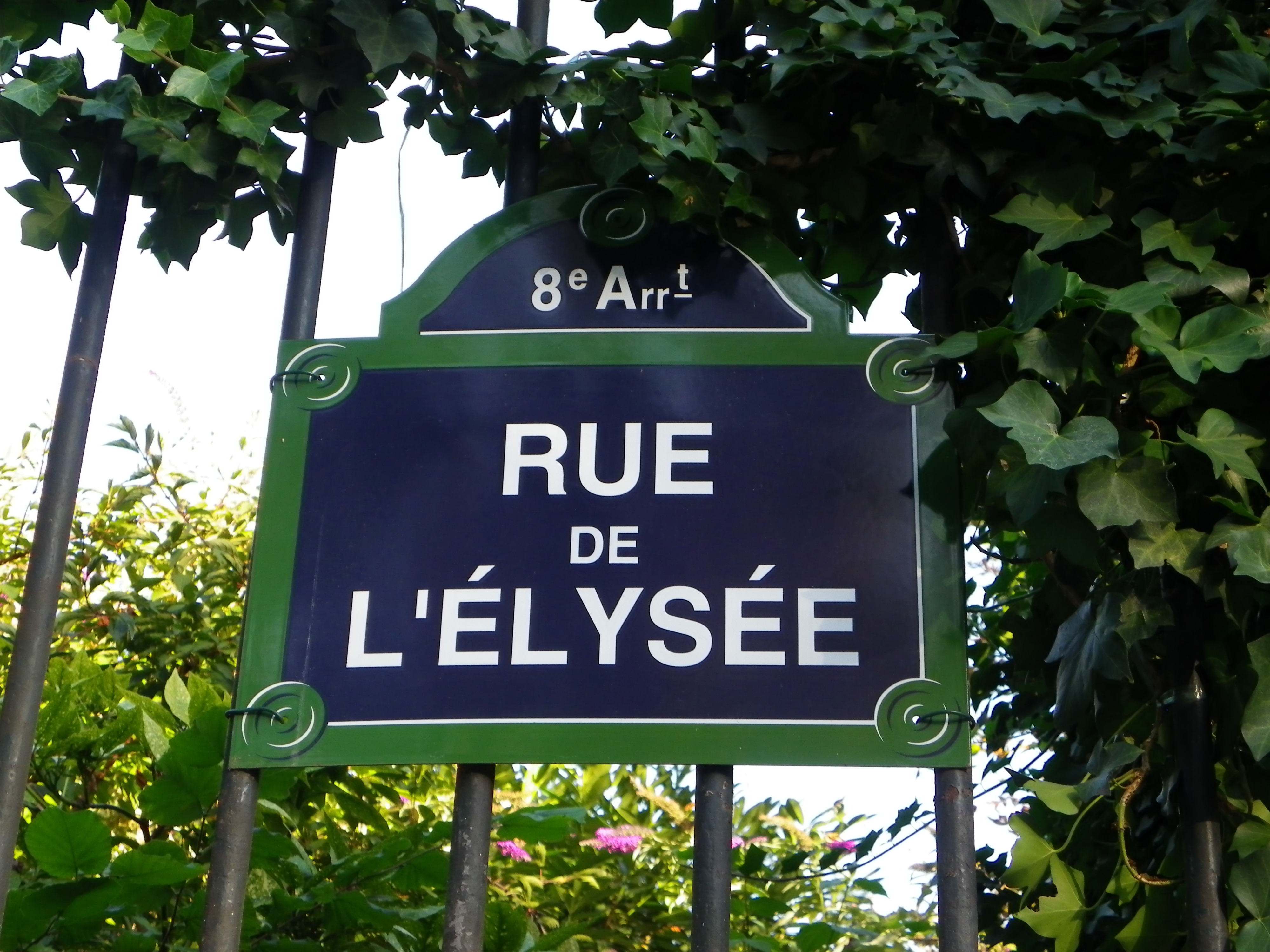
Plaque de la rue de l'Élysée.

### Le jardin du palais de l'Élysée
À l'emplacement actuel de la rue de l'Élysée, madame de Pompadour avait fait aménager, lorsqu'elle s'installa au palais de l’Élysée, un jardin à fleurs qui fut ensuite concédé au financier Étienne-Michel Bouret (1710-1777), auteur d'une importante spéculation immobilière dans le quartier (voir au 43-49, rue du Faubourg-Saint-Honoré) et protégé de la favorite.

### L'hôtel de Saxe
À l'emplacement de ce jardin, Bouret fit construire par l'architecte Bertrand un hôtel particulier, connu sous le nom d’« hôtel de Saxe » situé en cœur d’îlot, auquel on accédait depuis le faubourg Saint-Honoré par une avenue de 60 mètres de longueur environ, fermée sur la rue par une porte cochère cintrée flanquée de deux colonnes d'ordre dorique et surmontée d'un entablement.
Le long de la rue du Faubourg-Saint-Honoré, cette porte cochère était encadrée de deux hôtels dont celui de droite n’était séparé du palais de l’Élysée que par un chemin herbeux de deux mètres de large reliant le faubourg à l’avenue Gabriel, qui était loué, en 1847, à la femme Poiriot, marchande de lait de chèvre, qui y faisait paître ses animaux. L’un de ces pavillons fut habité pendant un temps par le maréchal de Castellane, d’où le nom d’« hôtel de Castellane » sous lequel il est parfois désigné.
L'hôtel de Saxe était élevé au fond d'une vaste cour et son jardin s'étendait, sur l'arrière, jusqu'à l'avenue Gabriel, où il donnait par une double grille. Selon le marquis de Rochegude, la dernière maîtresse du Régent, Marie-Thérèse d'Haraucourt (1697-1782), duchesse de Fallary, y aurait logé jusqu'en 1767, mais ce ne peut être dans le même bâtiment. L'hôtel fut vendu à Vergès, baron de Cormeroy, avocat général au Grand Conseil. La fille de celui-ci le vendit en 1784 au prince François-Xavier de Saxe (1730-1806), comte de Lusace, qui lui valut son nom, et qui dut abandonner les lieux à la Révolution en émigrant avec sa famille en Suisse puis en Italie, en 1791.
En 1808, Horace Sébastiani (1772-1851), futur maréchal de France, fit l'acquisition de l'hôtel de Saxe au retour de son ambassade à Constantinople. Il fut le théâtre, le 17 août 1847, d'un des principaux scandales de la monarchie de Juillet : l'assassinat par le duc de Praslin de sa femme, Fanny, fille du maréchal.

### La création de la rue
Après la mort du maréchal Sébastiani, son hôtel fut acquis en 1851 par le duc de Galliera. Lorsque Napoléon III ordonna le percement de la rue de la Reine-Hortense (en honorant ainsi sa mère Hortense de Beauharnais (1783-1837), reine de Hollande de 1806 à 1810) afin d’isoler le palais de l'Élysée, il le céda à l’État, qui fit abattre l’hôtel Sébastiani et tracer la voie sur son emplacement en 1860. Les travaux sont menés par l'architecte de l'Élysée Joseph-Eugène Lacroix.
Tous les terrains situés du côté des numéros pairs furent acquis et lotis par Émile Pereire en 1861 qui fit construire des hôtels particuliers d'un gabarit homogène, dotés d'une cour anglaise et d'un perron auquel on accède par quelques marches, à l'imitation des maisons que Napoléon III avait pu apprécier lors de son exil à Londres. Seul le lot correspondant au no 2, à l'angle de l'avenue Gabriel, acquis par l'impératrice Eugénie, reçut une construction d'un style différent (voir « Hôtel de Hirsch »). Les terrains, vendus par la ville de Paris, étaient destinés à la construction de « maisons dites anglaises ou d’hôtels d’un genre uniforme », devant servir à des habitations « exclusivement bourgeoises ».

### Une rue occupée par la bonne société
En 1878, les nos 2, 4 et 6 sont achetés par le baron de Hirsch.
De 1918 à 1936, la rue abrite les premiers locaux parisiens de la Bibliothèque américaine de Paris, situés au no 10.
En 1927, la rue, composée de 22 petits hôtels, compte un club sportif (le Sporting Club, au no 2), une maison de couture (Gilberte, au no 22) et la Bibliothèque américaine de Paris (au no 10). Mais les nuisances sonores occasionnées par les activités du club, et notamment le « défilé incessant de voitures », conduisent les habitants de la voie à en réclamer à la justice l’expulsion. Le cercle sportif est finalement condamné en 1928 à devoir quitter les lieux.

## Bâtiments remarquables et lieux de mémoire
- L’oligarque russe Dmitri Rybolovlev a possédé dans la rue un hôtel particulier, revendu par la suite, qu’il n’a jamais habité ni même meublé[10].
- No 2 : hôtel de Hirsch, acheté en 1878 par le baron de Hirsch[7]. Il est acquis par l'État en 1967 pour abriter le secrétariat aux Affaires africaines et malgaches, il abrite aujourd'hui des services de la présidence de la République française (cellule diplomatique).
- No 4 : cet hôtel appartenait, comme celui du no 2, à l'impératrice Eugénie. Il fut habité par Eugène Rouher avant qu'il ne s'installe rue La Boétie. Il fut acquis en 1878 par le baron Maurice de Hirsch[7] pour être réuni à son hôtel du no 2. Acquis par l'État en 1984, il abrite aujourd'hui des services de la présidence de la République française.
- No 6 : hôtel acheté en 1878 par le baron de Hirsch[7]. Il a appartenu à Édouard Bonnefous (1907-2007), homme politique et écrivain, qui y a vécu jusqu'à sa mort. L'hôtel avait été donné avec réserve d'usufruit à l'Institut de France.
- No 10 : de 1903[11], jusqu'à la rupture des relations diplomatiques entre la France et le Saint-Siège en 1904, la nonciature apostolique était installée dans cet hôtel. Le 11 décembre 1906, de dix heures du matin à quatre heures du soir, l'hôtel fut perquisitionné à la demande du gouvernement de Georges Clemenceau. La perquisition, conduite par M. Ducasse, juge d'instruction, en présence de MM. Grandjean, substitut, et Hennion, alors commissaire principal de la Sûreté générale et de trois agents de la Sûreté, porta sur l'appartement occupé, au troisième étage, par Mgr Montagnini, secrétaire de la nonciature, resté seul sur place, et que le gouvernement accusait d'avoir inspiré les sermons séditieux de plusieurs curés parisiens dont l'abbé Jouin. Au soir de cette journée de perquisition, un arrêté d'expulsion fut rendu contre Mgr Montagnini qui prit immédiatement le chemin de la frontière. L'affaire suscita une polémique retentissante. Les « Papiers Montagnini », comprenant 3 000 documents dont 1 600 seulement furent traduits, furent restitués au Saint-Siège en 2005 sur ordre du Premier ministre Jean-Pierre Raffarin. L'hôtel appartenait en 1910 à Mme de Mier[12]. De 1918 à 1936, il abrita la Bibliothèque américaine de Paris[13]. Devenu par la suite la propriété du baron Edmond de Rothschild (1926-1997), il appartint ensuite à son fils, le baron Benjamin de Rothschild (1963-2021). Le 28 septembre 2007, après avoir légèrement blessé, à l'aide d'un stylo laser, une policière de faction de l'autre côté de la rue qu'il avait visée depuis une fenêtre de son hôtel, celui-ci passa quelques heures en garde à vue au commissariat de police.
- No 14 : hôtel ayant appartenu à la marquise Aguado de Las Marismas, décédée en 1867[14]. En 1910, c'est l'hôtel de Maurice Fenaille (1855-1937), pionnier de la recherche pétrolière, collectionneur et mécène[15], l’ayant acquis en 1895 pour la somme de 1 100 000 francs (l’hôtel porte alors le nom de Le Coat de Kervéguen)[16]. Acquis par l'État en juillet 1960, il abrite aujourd'hui des services de la présidence de la République française (notamment l'état-major particulier du président de la République).
- No 18 : sous le Second Empire, hôtel du duc de Persigny. Un souterrain le reliait au palais de l'Élysée[17]. L'hôtel appartint ensuite à la comtesse de Mercy-Argenteau qui le vendit en 1885. Appartenait en 1910 à Mme P. Barrachin[17]. Cet hôtel a été la résidence de l'ambassadeur Adolfo Alessandrini, représentant italien auprès de l'OTAN, de 1955 à 1967, et fut plus tard acheté par le couturier Pierre Cardin. En 2020, l’hôtel vaste de 400 m2 et comprenant huit pièces est vendu 21 500 000 €, soit 53 750 € le mètre carré[18].
- No 22 : pendant quelques années, jusqu'en 1931, la maison de couture Gilberte a ses locaux à cette adresse. À partir de 1950[19] et jusqu'à nos jours, on y trouve l'ambassade de Colombie en France. La résidence de l'ambassadeur est située 29, rue de Constantine (7e arrondissement). L’immeuble du 22, rue de l’Élysée est situé à l’angle (avec pan coupé) de la rue du Faubourg-Saint-Honoré et possède une façade donnant sur la rue du Faubourg-Saint-Honoré.

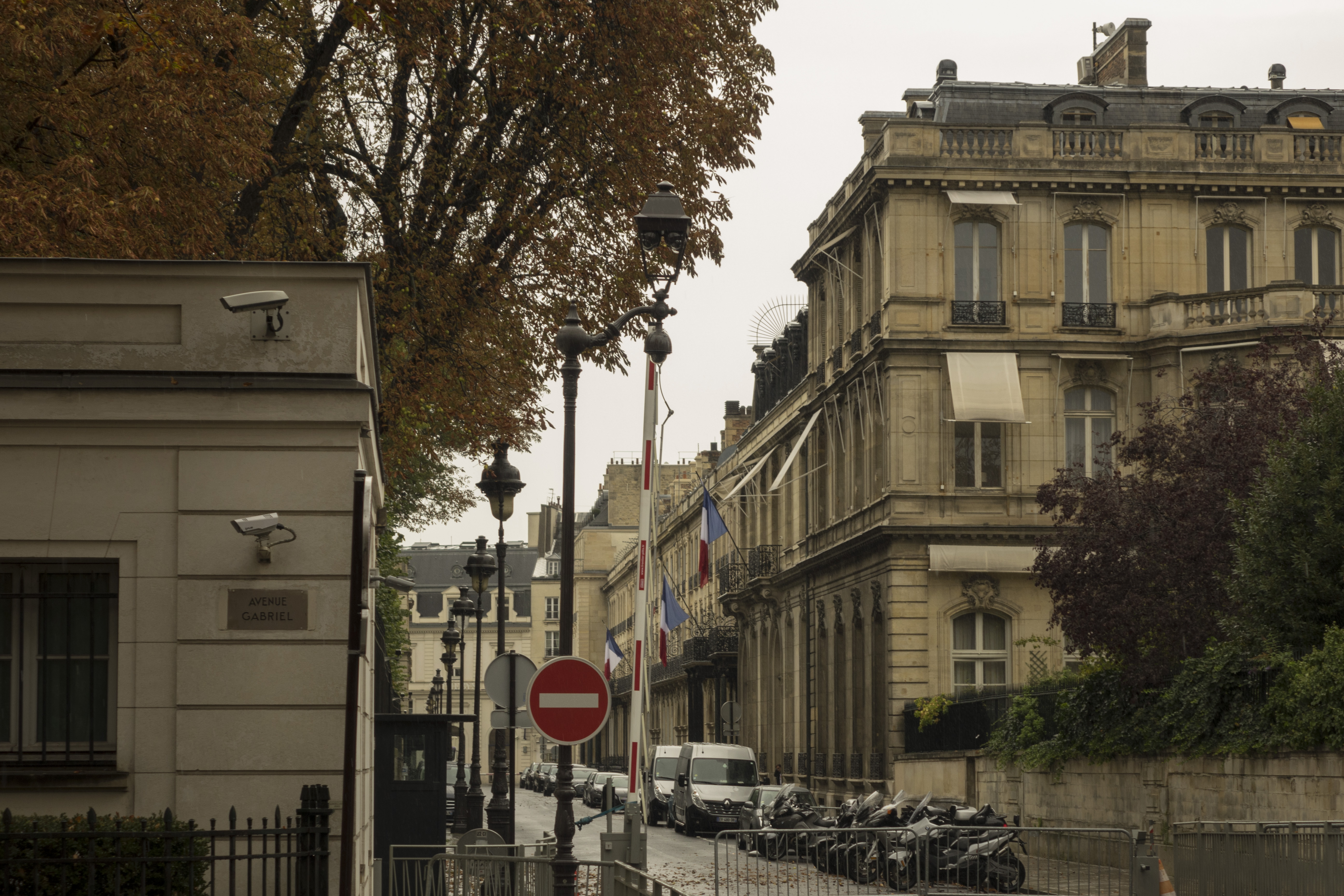
Hôtel de Hirsch, au 2, rue de l’Élysée.
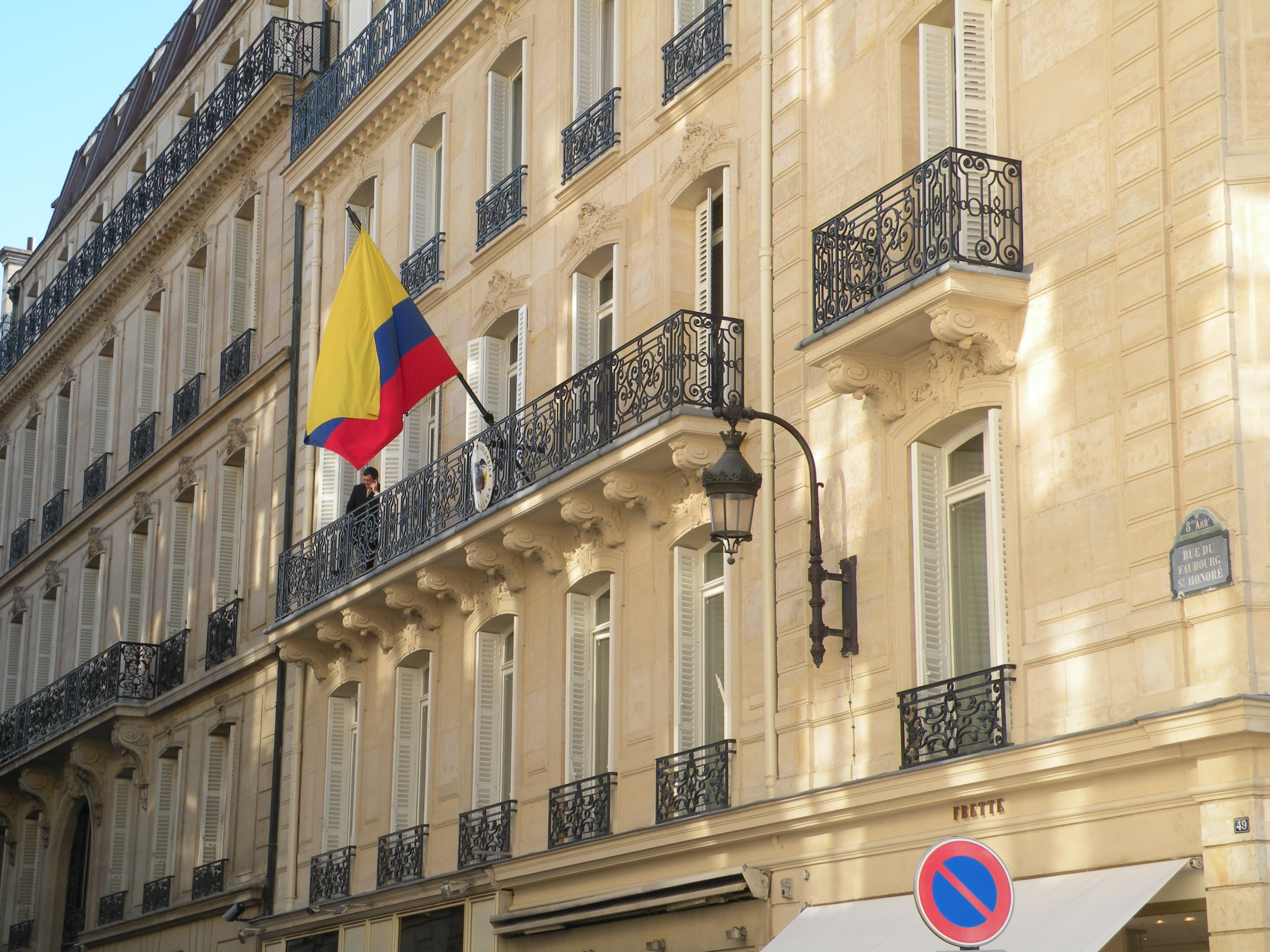
Ambassade de Colombie en France, au 22, rue de l’Élysée : façade donnant sur la rue du Faubourg-Saint-Honoré (no 49 visible sur le cliché).
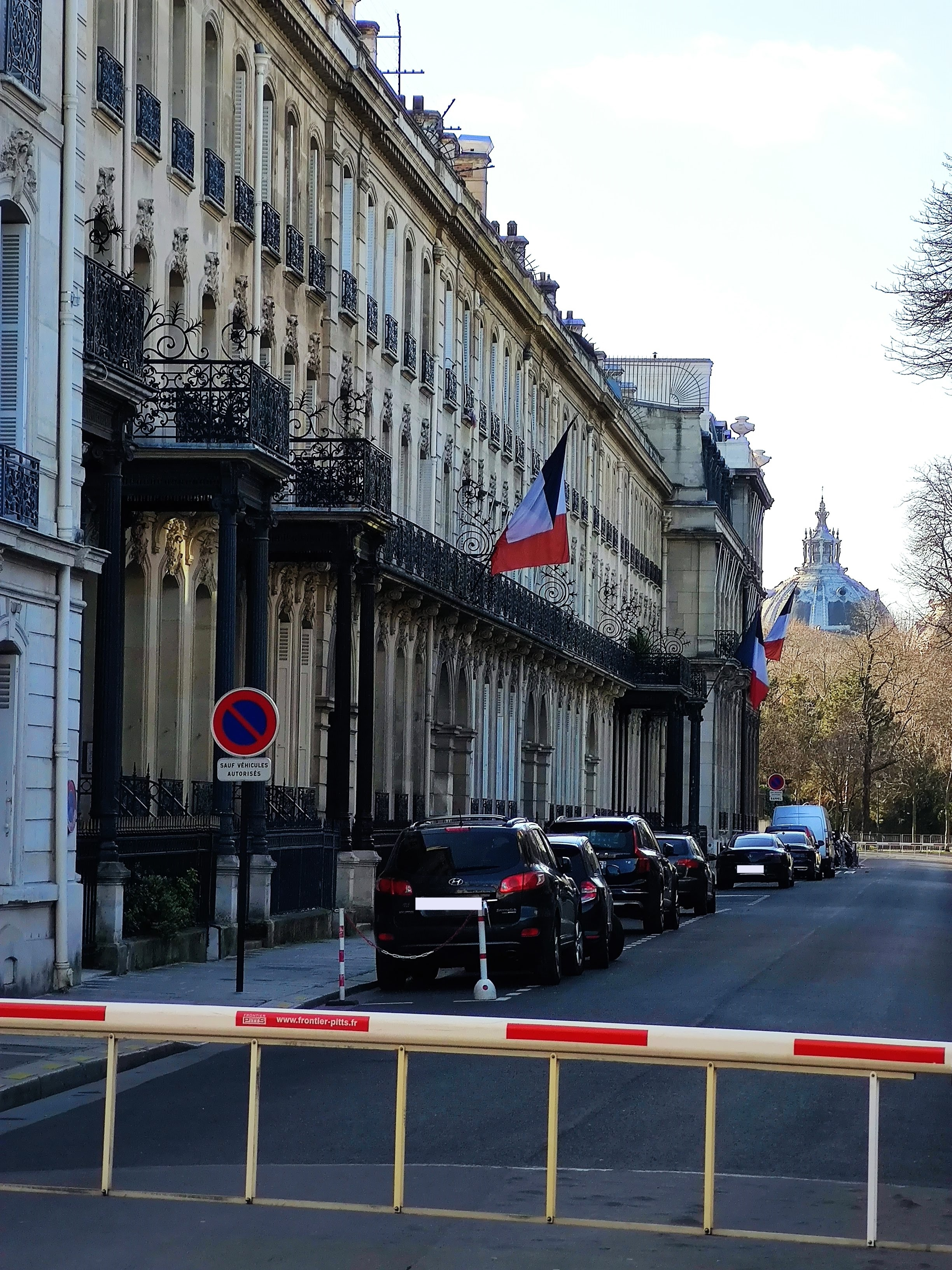
La rue vue de la rue du Faubourg-Saint-Honoré.